# Eunice fauchaldi
Eunice fauchaldi är en ringmaskart som beskrevs av Michiya Miura 1986. Eunice fauchaldi ingår i släktet Eunice och familjen Eunicidae. Inga underarter finns listade i Catalogue of Life.